# Drvenik Veliki
Drvenik Veliki (italienska: Zirona Grande) är en ort på ön Drvenik Veli i Kroatien. Orten har 150 invånare (2011) och tillhör administrativt staden Trogir i Split-Dalmatiens län.

## Geografi
Drvenik Veliki är belägen på den norra delen av ön Drvenik Veli, öster om ön Drvenik Mali (Lilla Drvenik) och sydväst om tätorten Trogir.

## Demografi

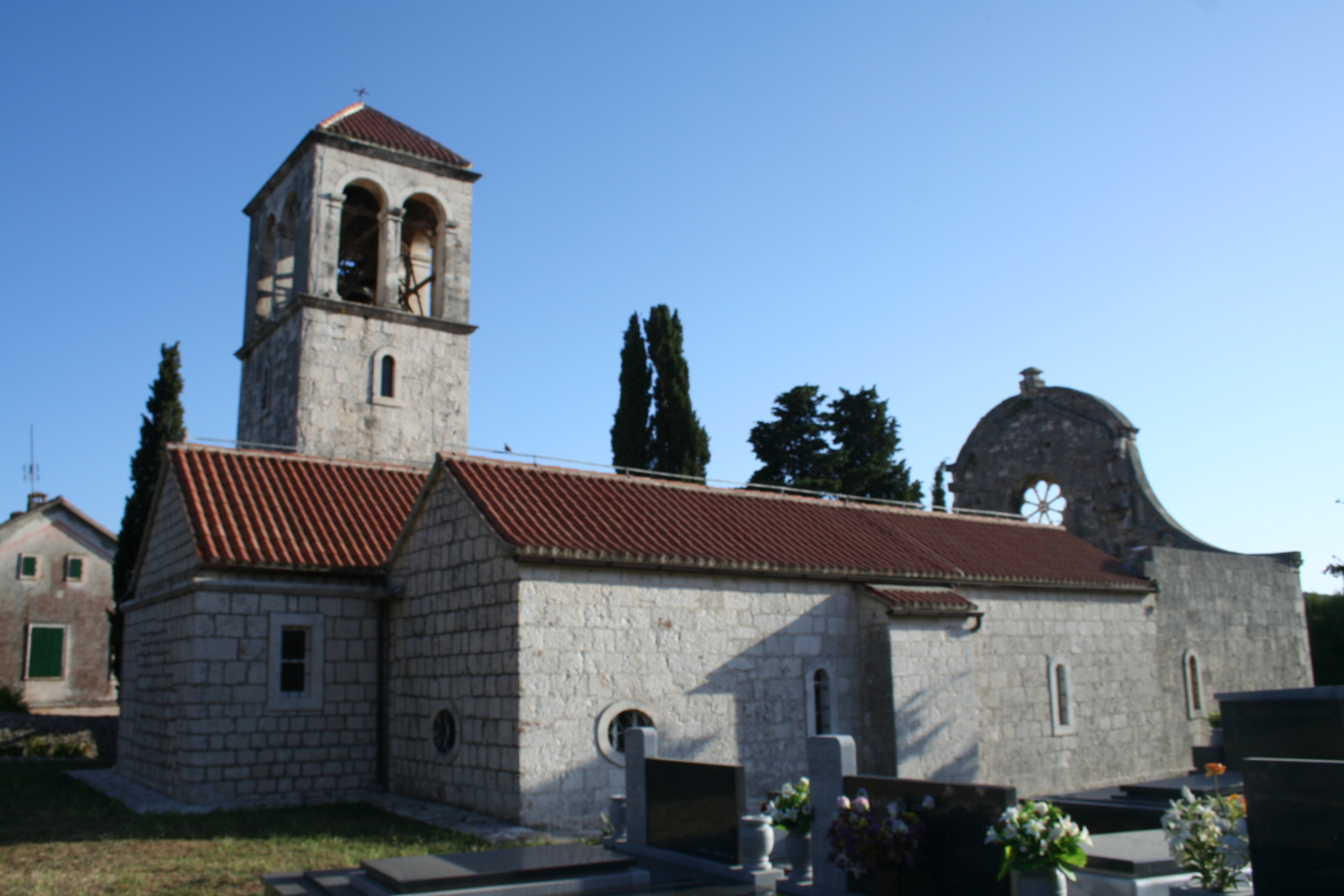
Sankt Görans romersk-katolska kyrka i Drvenik Veliki år 2010.

Av Drvenik Velikis 150 invånare är 70 kvinnor och 80 män (2011).
| Befolkningsutveckling 1857–2011* Källa: Kroatiska statistiska centralbyrån | Befolkningsutveckling 1857–2011* Källa: Kroatiska statistiska centralbyrån | Befolkningsutveckling 1857–2011* Källa: Kroatiska statistiska centralbyrån | Befolkningsutveckling 1857–2011* Källa: Kroatiska statistiska centralbyrån | Befolkningsutveckling 1857–2011* Källa: Kroatiska statistiska centralbyrån | Befolkningsutveckling 1857–2011* Källa: Kroatiska statistiska centralbyrån | Befolkningsutveckling 1857–2011* Källa: Kroatiska statistiska centralbyrån | Befolkningsutveckling 1857–2011* Källa: Kroatiska statistiska centralbyrån | Befolkningsutveckling 1857–2011* Källa: Kroatiska statistiska centralbyrån | Befolkningsutveckling 1857–2011* Källa: Kroatiska statistiska centralbyrån | Befolkningsutveckling 1857–2011* Källa: Kroatiska statistiska centralbyrån | Befolkningsutveckling 1857–2011* Källa: Kroatiska statistiska centralbyrån | Befolkningsutveckling 1857–2011* Källa: Kroatiska statistiska centralbyrån | Befolkningsutveckling 1857–2011* Källa: Kroatiska statistiska centralbyrån | Befolkningsutveckling 1857–2011* Källa: Kroatiska statistiska centralbyrån | Befolkningsutveckling 1857–2011* Källa: Kroatiska statistiska centralbyrån |
| --- | -------------------------------------------------------------------------- | -------------------------------------------------------------------------- | -------------------------------------------------------------------------- | -------------------------------------------------------------------------- | -------------------------------------------------------------------------- | -------------------------------------------------------------------------- | -------------------------------------------------------------------------- | -------------------------------------------------------------------------- | -------------------------------------------------------------------------- | -------------------------------------------------------------------------- | -------------------------------------------------------------------------- | -------------------------------------------------------------------------- | -------------------------------------------------------------------------- | -------------------------------------------------------------------------- | -------------------------------------------------------------------------- |
| 1857 | 1869                                                                       | 1880                                                                       | 1890                                                                       | 1900                                                                       | 1910                                                                       | 1921                                                                       | 1931                                                                       | 1948                                                                       | 1953                                                                       | 1961                                                                       | 1971                                                                       | 1981                                                                       | 1991                                                                       | 2001                                                                       | 2011                                                                       |
| 476 | 1 406                                                                      | 549                                                                        | 684                                                                        | 754                                                                        | 914                                                                        | 1 069                                                                      | 925                                                                        | 908                                                                        | 878                                                                        | 729                                                                        | 469                                                                        | 229                                                                        | 145                                                                        | 168                                                                        | 150                                                                        |
| *Fram tills år 1981 kallades orten Veliki Drvenik. Åren 1869 och 1921 ingick orten Drvenik Mali administrativt i Drvenik Veliki. Invånarantalet för dessa år inkluderar därför Drvenik Malis invånartal. För år 1869 inkluderas därtill Vinišće. |                                                                            |                                                                            |                                                                            |                                                                            |                                                                            |                                                                            |                                                                            |                                                                            |                                                                            |                                                                            |                                                                            |                                                                            |                                                                            |                                                                            |                                                                            |